# Сибирски марал
Сибирският марал (Cervus canadensis sibiricus) е подвид вапити, едър бозайник от семейство Еленови (Cervidae). Среща се в Южен Сибир и северните части на Централна Азия (Северозападна Монголия и Северен Синдзян), главно в гористи планински области.